# 63P/Wild
63P/Wild es un cometa periódico del Sistema Solar que fue descubierto por el astrónomo suizo Paul Wild el 26 de marzo de 1960, en el Observatorio Zimmerwald del Instituto Astronómico de Berna en Suiza, en una placa fotográfica expuesta ese día. 
Su brillo en el momento de su descubrimiento se estimó en una magnitud de 14,3 y se calculó que su órbita elíptica tenía un período orbital de 13,17 años. El cometa fue localizado entonces en la constelación de Leo.
En 1973, la astrónoma estadounidense Elizabeth Roemer observó a 63P/Wild en el Observatorio Naval de los Estados Unidos (NOFS) en las cercanías de Flagstaff en Arizona, detectando una magnitud de 17,5.
En 1986, no se logró ninguna observación del cometa.
En 1999 fue nuevamente observado, presentando una magnitud de alrededor de 12.
En 2013, la observación del cometa fue favorable, tras tener una magnitud de alrededor de 12, nuevamente.

## Acercamiento a otros cuerpos del Sistema Solar
| Fecha                    | Cuerpo  | Detalle                | Distancia mínima (UA) | Distancia máxima (UA) |
| ------------------------ | ------- | ---------------------- | --------------------- | --------------------- |
| 5 de marzo de 1905       | Júpiter | Acercamiento a Júpiter | 1,26853               | 1,26862               |
| 24 de septiembre de 1965 | Saturno | Acercamiento a Saturno | 1,33420               | 1,33445               |
| 5 de octubre de 2011     | Júpiter | Acercamiento a Júpiter | 1,67216               | 1,67218               |
| 24 de marzo de 2068      | Júpiter | Acercamiento a Júpiter | 1,78004               | 1,78013               |
| 11 de mayo de 2113       | Saturno | Acercamiento a Saturno | 0,40800               | 0,40805               |
| 21 de noviembre de 2174  | Júpiter | Acercamiento a Júpiter | 1,60342               | 1,60454               |